# أماندا ليفيت
أماندا جين ليفيت (بالإنجليزية: Amanda Jane Levete)‏ (من مواليد 17 نوفمبر 1955) وهي مهندسة بريطانية حائزة على جائزة جائزة ستيرلينغ ومديرة لـ AL_A.

## تدريبها
ولدت أماندا جين في بريدجند، جنوب ويلز. وكانت طالبة بمدرسة سانت بول للبنات في لندن ثم درست في كلية هامرسميث للفنون، وقد التحقت بالرابطة المعمارية هناك وأصبحت متدربة في ألسوب آند ليال ومهندسة في شراكة ريتشارد روجرز. تم ترشيحها للمشاركة في معرض "RIBA's '40 under 40" في عام 1985. نضمت ليفيت إلى جان كابليك في شركة فيوتشر سيستمز كشريكة في عام 1989 وعملت كأمينة في منظمة الفنون "Artangel" من عام 2000 إلى عام 2013، وهي أمينة مؤسسة لشركة يونج.

## عملها
يرجع الفضل إلى ليفيت في جعل التصاميم العضوية والمفاهيمية لـ"Future Systems" حقيقة. ومعترف بها كواحدة من أكثر الممارسات ابتكارًا في المملكة المتحدة، ومن أعمال شركة "Future Systems" متجر سيلفريدجز في برمنغهام (إنجلترا) ومركز لورد للإعلام الذي فاز بجائزة المعهد الملكي للمعماريين البريطانيين "جائزة ستيرلينغ" في عام 1999.
تُدير أماندا AL_A (المعروف سابقاً باسم Amanda Levete Architecture - أماندا ليفيت للهندسة المعمارية) في عام 2009، وفي عام 2011 فازت بالمنافسة الدولية لتصميم مدخل وساحة ومعرض جديد لمتحف متحف فكتوريا وألبرت في لندن، والذي يتميز بساحة فناء من الخزف. شملت مشاريع شركتها ALAA مشروع MAAT (متحف الفن والهندسة المعمارية والتكنولوجيا) في لشبونة لمؤسسة EDP. ومشروع السفارة المركزية في بانكوك «هيل بليس في لندن».
في عام 2014، تم اختيار شركة ALAA لتصميم MPavilion الثاني لمؤسسة نعومي ميلجروم في ملبورن، وهو أول تصميم يتم تصميمه من قبل مهندس معماري دولي. تم افتتاح M-Pavilion المصنوع من بتلات من الألياف الزجاجية المتداخلة في أكتوبر 2015.
افتتح متحف الفن والعمارة والتكنولوجيا (MAAT) في لشبونة في 5 أكتوبر 2016. تبلغ تكلفة المتحف 20 مليون يورو على نهر تاجة(ريو تيخو) من وسط المدينة ووصفته أماندا بأنه «واحد من أكثر المتاحف الجديدة غرابة في أوروبا». وفي عام 2016، أكملت ALAA مبنى المقر الرئيسي للحرم الإعلامي على مساحة 13 هكتارًا لمشروع سكاي سنترال في وسط لندن.

## جوائز
في عام 2017 تم تعيين أماندا ليفيت قائدة للأمبراطورية البريطانية (CBE) وذلك لخدماتها في الهندسة المعمارية.
في عام 2018، حصل أماندا ليفيت على جائزة جين درو من قبل مجلة المعماريين وأركيتكتشرال ريفيو.

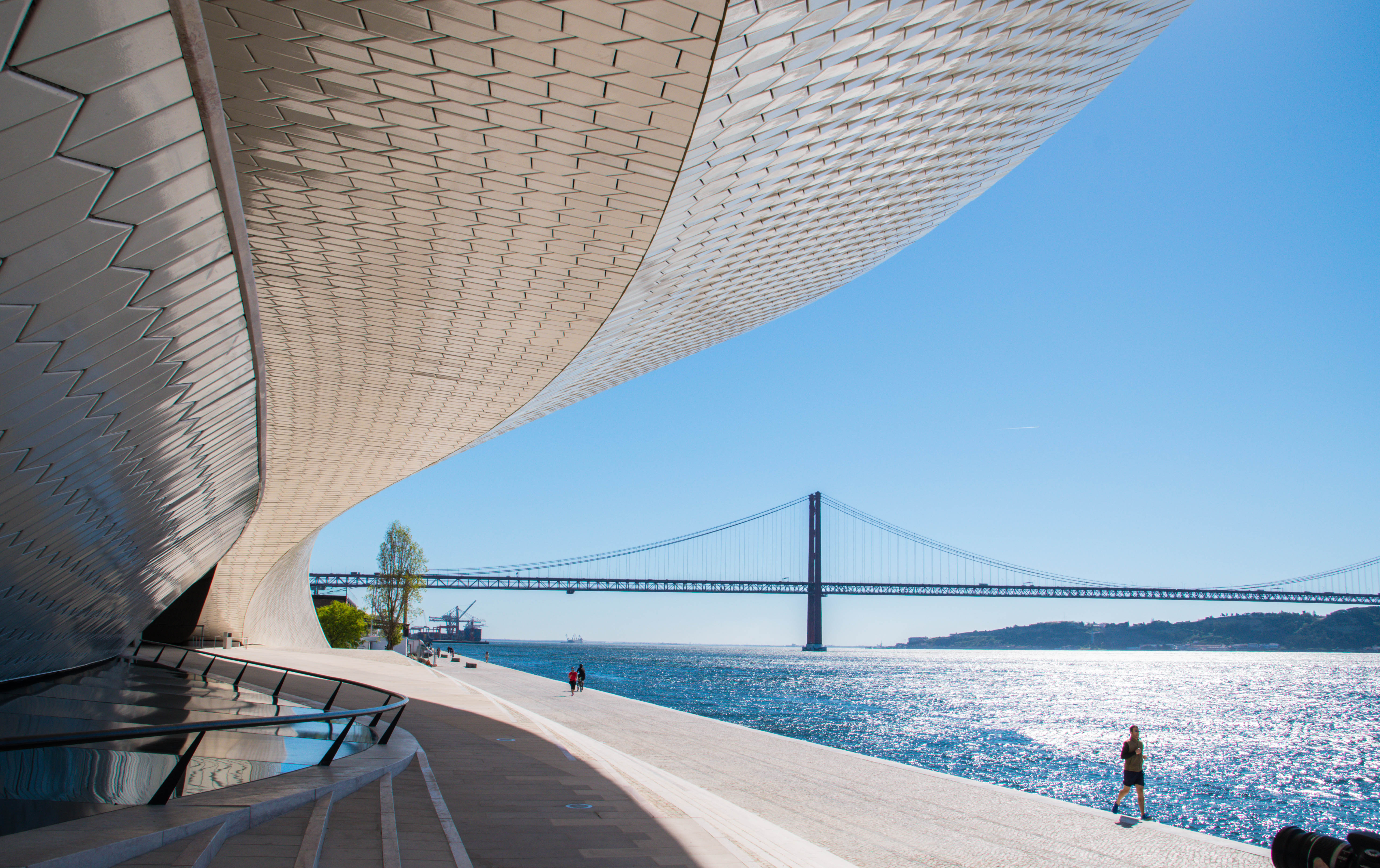
MAAT - متحف الفن والعمارة والتكنولوجيا (2016)

## حياتها الشخصية
التقت لوفيت مع المهندس المعماري التشيكي يان كابليك في الثمانينيات. تزوجا في عام 1991، وكان لها ابن، جوزيف في عام 1995 وطُلقت في عام 2006. عملت ليفي وكابليك من الناحية المهنية معا من عام 1989 إلى عام 2009. ومنذ عام 2007 تزوجت ليفيت من بين ايفانز، مدير مهرجان لندن للتصميم.
في 19 مارس 2017، ظهرت أماندا ليفيت في برنامج أقراص الجزيرة الصحراوية في راديو 4.

## وصلات خارجية
- ala.uk.com
- future-systems.com